# Manilkara spectabilis
Manilkara spectabilis är en tvåhjärtbladig växtart som först beskrevs av Henri François Pittier, och fick sitt nu gällande namn av Paul Carpenter Standley. Manilkara spectabilis ingår i släktet Manilkara och familjen Sapotaceae. IUCN kategoriserar arten globalt som akut hotad. Inga underarter finns listade i Catalogue of Life.